# Facundo Altamira
Facundo Alejandro Altamira  (San Martín, Mendoza, 3 de agosto de 2001) es un futbolista argentino que juega actualmente como Extremo Derecho en el Godoy Cruz de la Primera División Argentina.

## Trayectoria
Altamira nació el 3 de agosto de 2001 en Mendoza, Argentina. Inició su formación futbolística en el club barrial "Crack" y posteriormente se incorporó a las divisiones inferiores de Godoy Cruz, equipo de la Primera División del fútbol argentino. Tras su paso por las categorías juveniles y el equipo de reserva, debutó profesionalmente el 5 de septiembre de 2021 en un encuentro ante Gimnasia y Esgrima La Plata.

## Estadísticas

### Clubes
- Actualizado hasta el 31 de marzo de 2025

| Club                 | Div.                | Temporada           | Liga  | Liga  | Liga   | Copas nacionales (1) | Copas nacionales (1) | Copas nacionales (1) | Copas internacionales (2) | Copas internacionales (2) | Copas internacionales (2) | Total | Total | Total  |
| Club                 | Div.                | Temporada           | Part. | Goles | Asist. | Part.                | Goles                | Asist.               | Part.                     | Goles                     | Asist.                    | Part. | Goles | Asist. |
| -------------------- | ------------------- | ------------------- | ----- | ----- | ------ | -------------------- | -------------------- | -------------------- | ------------------------- | ------------------------- | ------------------------- | ----- | ----- | ------ |
| Godoy Cruz Argentina | 1.ª                 | 2021                | 3     | 0     | 0      | 0                    | 0                    | 0                    | 0                         | 0                         | 0                         | 3     | 0     | 0      |
| Godoy Cruz Argentina | 1.ª                 | 2022                | 0     | 0     | 0      | 0                    | 0                    | 0                    | 0                         | 0                         | 0                         | 0     | 0     | 0      |
| Godoy Cruz Argentina | 1.ª                 | 2023                | 3     | 0     | 0      | 1                    | 0                    | 0                    | 0                         | 0                         | 0                         | 4     | 0     | 0      |
| Godoy Cruz Argentina | 1.ª                 | 2024                | 31    | 6     | 0      | 2                    | 0                    | 0                    | 0                         | 0                         | 0                         | 34    | 6     | 0      |
| Godoy Cruz Argentina | 1.ª                 | 2025                | 8     | 1     | 0      | 1                    | 0                    | 0                    | 1                         | 0                         | 0                         | 10    | 1     | 0      |
| Godoy Cruz Argentina | Total club          | Total club          | 45    | 7     | 0      | 4                    | 0                    | 0                    | 1                         | 0                         | 0                         | 51    | 7     | 0      |
| Total en su carrera  | Total en su carrera | Total en su carrera | 45    | 7     | 0      | 4                    | 0                    | 0                    | 1                         | 0                         | 0                         | 51    | 7     | 0      |